# ヴェルズ・パーネリ・ジョーンズ・レーシング
ヴェルズ・パーネリ・ジョーンズ・レーシング (Vel's Parnelli Jones Racing) は、かつて存在していたアメリカのレーシングチーム・F1コンストラクター。

## 概要

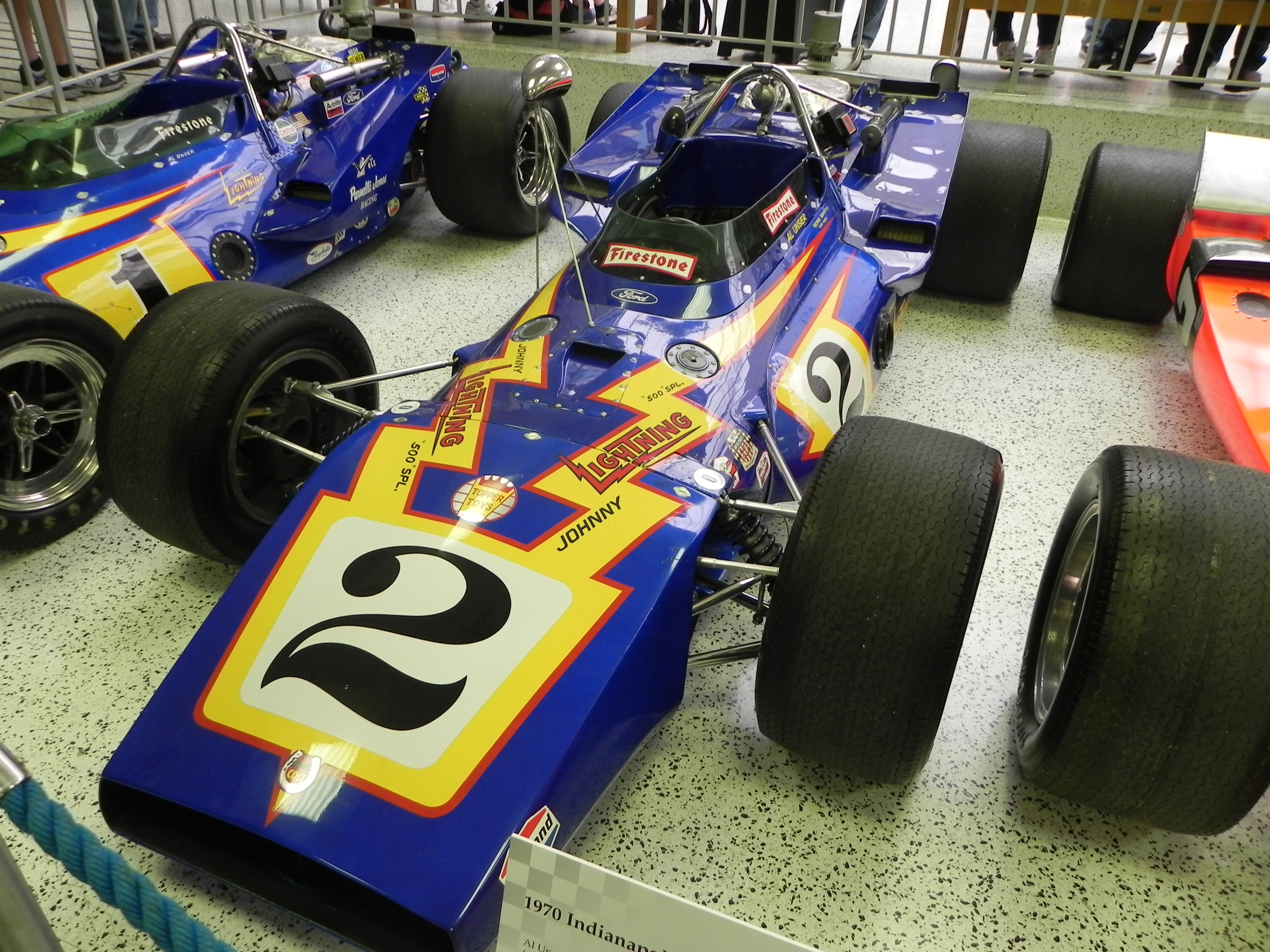
1970年のインディ500で優勝したアンサーがドライブしたPJコルト

1963年のインディ500勝者である元レーシングドライバーのパーネリ・ジョーンズと、フォードのカー・ディーラーであるヴェルコ・ミレティッチ（Velco Miletich, 1925年 - 1998年）によって1969年に設立された。本拠地はカリフォルニア州トランス。1970年 - 1971年のインディ500でアル・アンサーが優勝、USACチャンピオンシップでジョー・レナードが1971年のチャンピオンとなっている。
1972年はアンサーとレナード、新加入したマリオ・アンドレッティの3人体制となる。スポンサーはタバコのブランドであるヴァイスロイがついた。この年マシンデザイナーとして加入した元ロータスのモーリス・フィリップがパーネリ初のオリジナルマシン、パーネリ・VPJ1を製作、インディ500でアンサーが2位となり、レナードがUSACチャンピオンシップで優勝3回を記録して前年に次ぐチャンピオンを獲得した。
1974年はF5000にも参戦を開始し、アンドレッティがシリーズ2位となった。
1975年、コスワースDFVにターボチャージャーを搭載したDFXを開発した。DFXは1977年から他チームにも供給が開始され、1988年にシボレー・エンジン搭載車が優勝するまで、1978年から1987年に渡ってインディ500を制したエンジンとなった。

## F1参戦

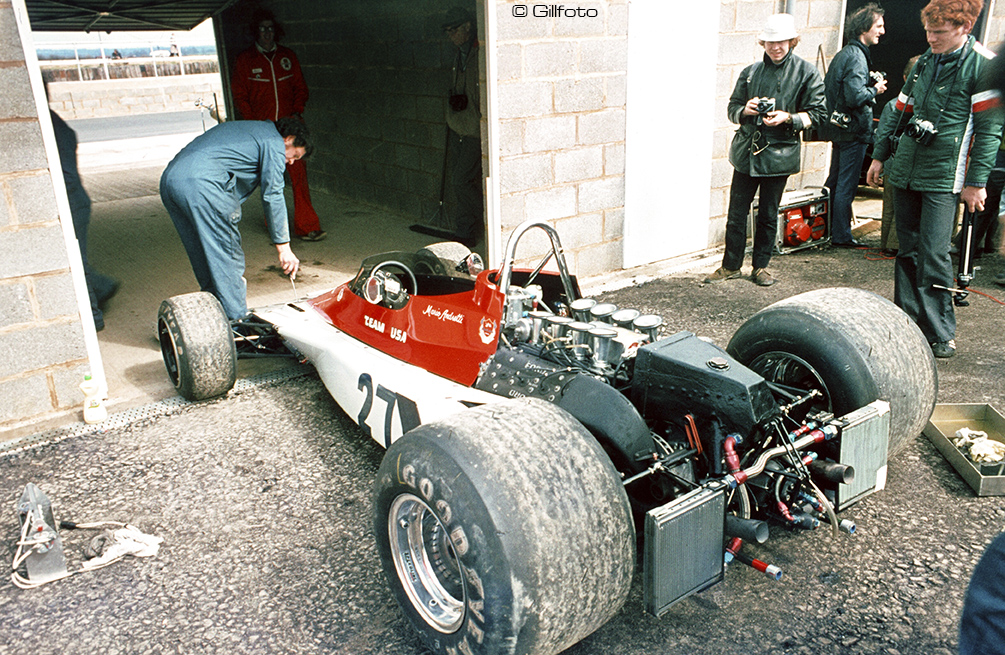
VPJ4（1975年イギリスGP）

1974年のカナダGPよりF1参戦を開始。スポンサーはインディカーやF5000同様ヴァイスロイが担当する。フィリップがデザインしたVPJ4はトーションバー・サスペンションやインボード・ディスクブレーキなどロータス・72に似ていたため、「4インチ低いロータス」との別名を持つ。カナダGPでは7位で完走、アメリカGPでは予選1日目に最高位のタイムを記録、最終的に予選3位となった。
1975年は開幕から参戦。開幕戦のアルゼンチンGPではファイアストンのタイヤを使用していたが、ファイアストンがモータースポーツから手を引いたため、次戦ブラジルGPからグッドイヤーに切り替える。シーズン中にフィリップら主要スタッフがチームを離脱する事態に見舞われたが、スペインGPの4位を最高として予選10位以内を4回記録、スペインGPではファステストラップを記録し、スウェーデンGPで4位、フランスGPで5位となった。しかし、ファイアストンの撤退とヴァイスロイがスポンサーを降りた影響で資金難に陥る。新しいスポンサー候補としてヒルトン・ホテルやロックウェル・インターナショナルと交渉するも契約には至らず、翌1976年は開幕戦のブラジルGPを欠場。アンドレッティが南アフリカGPで6位に入賞したが、次戦アメリカ西GPを最後にF1から撤退した。
撤退後はインディカー・レースに専念。1975年途中からチームに加入したジョン・バーナードが手掛けたVPJ6Bでポコノ・ミルウォーキー・フェニックスの3戦を制した。

## インディカー・チャンピオン
| 年   | チャンピオン         | 優勝 | シャシー              | エンジン           | タイヤ         |
| ---- | -------------------- | ---- | --------------------- | ------------------ | -------------- |
| 1970 | アル・アンサー       | 10   | コルト キング         | フォード           | ファイアストン |
| 1971 | ジョー・レナード     | 1    | コルト・70 コルト・71 | フォード           | ファイアストン |
| 1972 | ジョー・レナード (2) | 3    | パーネリ・VPJ-1       | オッフェンハウザー | ファイアストン |

## インディ500優勝
| 年   | チャンピオン       | シャシー   | エンジン | タイヤ         |
| ---- | ------------------ | ---------- | -------- | -------------- |
| 1970 | アル・アンサー     | コルト・70 | フォード | ファイアストン |
| 1971 | アル・アンサー (2) | コルト・71 | フォード | ファイアストン |

## F1での年度別成績
(key) (斜体はファステストラップ)
| 年     | シャシー エンジン               | タイヤ | ドライバー             | No. | 1   | 2   | 3   | 4   | 5   | 6   | 7   | 8   | 9   | 10  | 11  | 12  | 13  | 14  | 15  | 16  | ポイント | WCC  |
| ------ | ------------------------------- | ------ | ---------------------- | --- | --- | --- | --- | --- | --- | --- | --- | --- | --- | --- | --- | --- | --- | --- | --- | --- | -------- | ---- |
| 1974年 | VPJ4 フォード コスワースDFV V8  | F      |                        |     | ARG | BRA | RSA | ESP | BEL | MON | SWE | NED | FRA | GBR | GER | AUT | ITA | CAN | USA |     | 0        | NC   |
| 1974年 | VPJ4 フォード コスワースDFV V8  | F      | マリオ・アンドレッティ | 55  |     |     |     |     |     |     |     |     |     |     |     |     |     | 7   | DSQ |     | 0        | NC   |
| 1975年 | VPJ4 フォード コスワースDFV V8  | F G    |                        |     | ARG | BRA | RSA | ESP | MON | BEL | SWE | NED | FRA | GBR | GER | AUT | ITA | USA |     |     | 5        | 10位 |
| 1975年 | VPJ4 フォード コスワースDFV V8  | F G    | マリオ・アンドレッティ | 27  | Ret | 7   | 17  | Ret | Ret |     | 4   |     | 5   | 12  | 10  | Ret | Ret | Ret |     |     | 5        | 10位 |
| 1976年 | VPJ4B フォード コスワースDFV V8 | G      |                        |     | BRA | RSA | USW | ESP | BEL | MON | SWE | FRA | GBR | GER | AUT | NED | ITA | CAN | USA | JPN | 1        | 13位 |
| 1976年 | VPJ4B フォード コスワースDFV V8 | G      | マリオ・アンドレッティ | 27  |     | 6   | Ret |     |     |     |     |     |     |     |     |     |     |     |     |     | 1        | 13位 |

- DSQは失格。

### F1非選手権
(key)
| 年   | シャシー       | エンジン                      | ドライバー             | 1   | 2   | 3   |
| ---- | -------------- | ----------------------------- | ---------------------- | --- | --- | --- |
| 1975 | パーネリ・VPJ4 | フォード コスワースDFV 3.0 V8 |                        | ROC | INT | SUI |
| 1975 | パーネリ・VPJ4 | フォード コスワースDFV 3.0 V8 | マリオ・アンドレッティ |     | 3   |     |